# Lophoura edwardsi
Lophoura edwardsi is een eenoogkreeftjessoort uit de familie van de Sphyriidae. De wetenschappelijke naam van de soort is voor het eerst geldig gepubliceerd in 1853 door Kölliker.